# Lajničevke
Lajničevke (lat. Sterculioideae; Sterculiaceae), nekadašnja biljna porodica, danas potporodica koja je ime dobila po rodu Sterculia (sterkulija), listopadnih i vazdazelenih grmova i drveća iz Amerike. Porodicu je opisao 1807. godine Etienne Pierre Ventenat, a u nju je bilo uključeno oko 65 rodova s oko 1 000 vrsta u tropskim predjelima Amerike, Afrike, Azije i Australije
Molekurarna studija (2006) ukazuje na to da da su najvjerojatnije monofiletička skupina s četiri glavne klade, Cola, Heritiera, Sterculia i Brachychiton.

## Rodovi
1. Sterculia L. (174 spp.)
2. Brachychiton Schott & Endl. (33 spp.)
3. Cola Schott & Endl. (119 spp.)
4. Octolobus Welw. (3 spp.)
5. Acropogon Schltr. (27 spp.)
6. Pterygota Schott & Endl. (18 spp.)
7. Franciscodendron B. P. M. Hyland & Steenis (1 sp.)
8. Argyrodendron F. Muell. (4 spp.)
9. Firmiana Marsili (17 spp.)
10. Hildegardia Schott & Endl. (12 spp.)
11. Scaphium Schott & Endl. (8 spp.)
12. Pterocymbium R. Br. (11 spp.)
13. Heritiera Dryand. (36 spp.)